# Olivier Remigius z Wallisu
Olivier Remigius hrabě Wallis z Carighmainu (německy Olivier Remigius von Wallis, 1. říjen 1742, Vídeň – 19. července 1799, Kloten, Švýcarsko) byl rakouský šlechtic a voják z rodu irských emigrantů Wallisů.

## Život
Narodil se jako syn hraběte Františka Václava z Wallisu (1696–1774) a jeho manželky Marie Rosy Reginy z Thurheimu. Měl bratry Michaela Jana a Františka Arnošta. Jeho synovcem byl prezident dvorské komory Josef František z Wallisu.
Vojenskou kariéru započal u pěšího pluku (č. 11) svého otce, kterému velel v letech 1769–1777. Dne 25. srpna 1760 byl povýšen do hodnosti plukovníka (Oberst) a v roce 1763 obdržel vojenský řád Marie Terezie. V Rakousko-turecké válce bojoval v hodnosti generálmajora pod velením maršála Laudona. V roce 1791 byl povýšen do hodnosti polního podmaršála (Feldmarschal-Leutnant) a v roce 1792 během Války první koalice byl u Mosely pod velením knížete z Hohenlohe-Kirchbergu. 
V roce 1793 velel divizi u hornorýnské armády v Breisgau. V květnu 1794 byl povýšen do hodnosti polního zbrojmistra (Feldzeugmeister) a současně s touto hodností se stal majitelem 29. pěšího pluku (pluk si podržel jeho jméno až do roku 1803). 
V roce 1795 byl převelen do Itálie, kde přezval velení nad lombardskou armádou po Josephu Nikolausi de Vins. V bitvě u Loana utrpěl generál Wallis porážku a v dubnu roku 1796 předal velení generálu Jean-Pierrovi de Beaulieu. Za války druhé koalice se pod velením arcivévody Karla účastnil bitvy u Ostrachu, kde velel třetí koloně. V bitvě u Stockachu velel Wallis pravému křídlu. V první bitvě u Curychu velel rezervě a při útoku na curyšský kopec byl smrtelně raněn.
Generál Olivier Remigius hrabě Wallis z Carighmainu zemřel 19. července 1799.